# Западная синхронная сеть

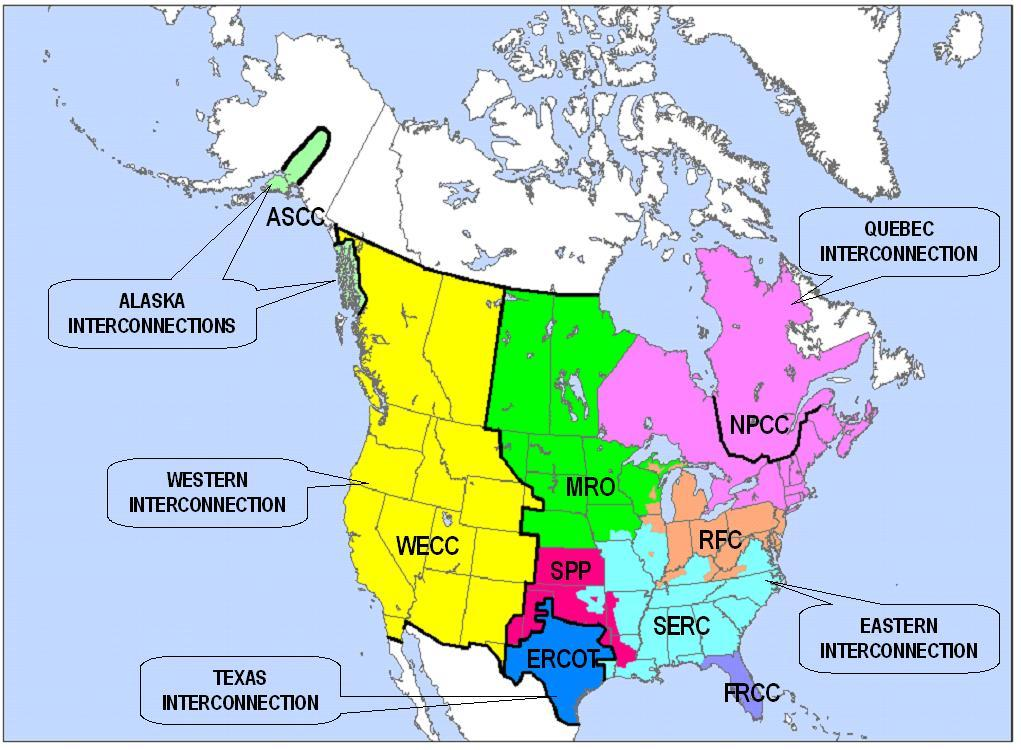
Две основных и три второстепенных синхронных сети Северной Америки

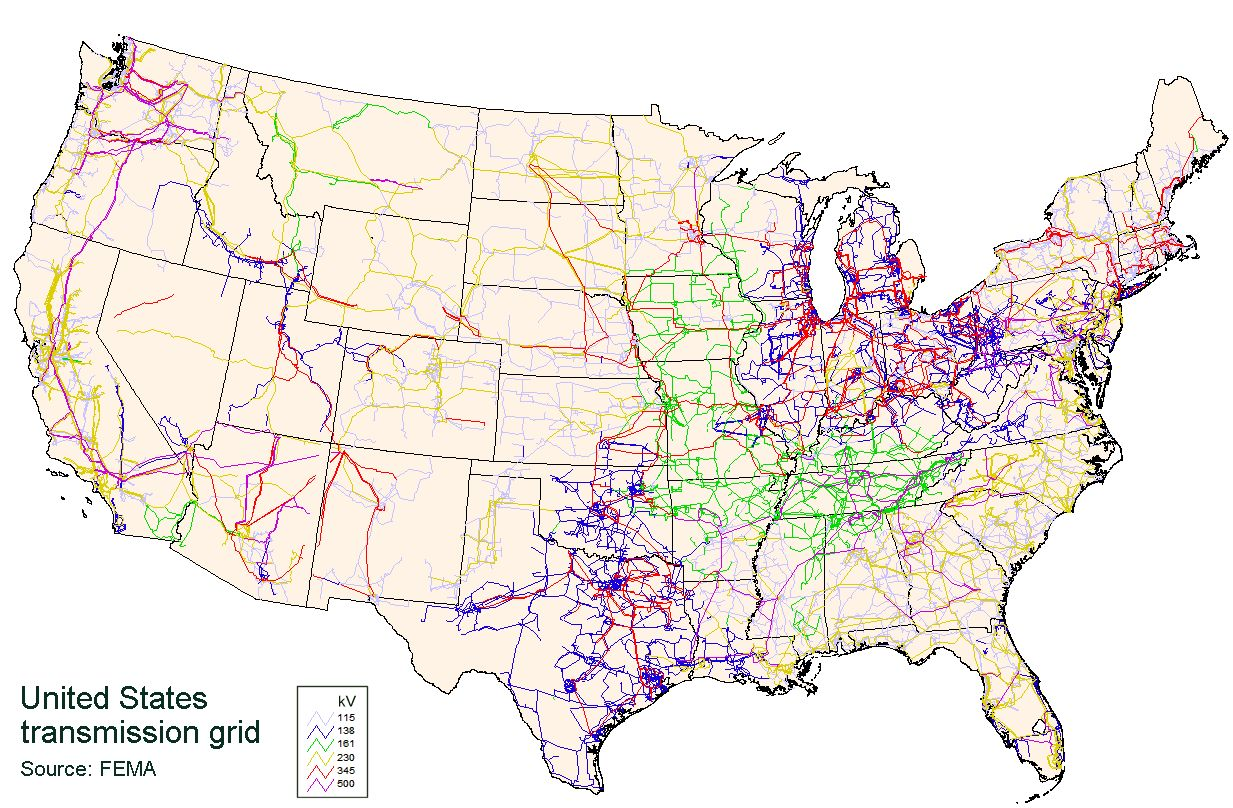
Сеть передачи электроэнергии континентальных штатов длиной 190 000 км, принадлежащая 500 компаниям

Западная синхронная сеть — одна из двух основных региональных синхронных сетей переменного тока в сети электропередачи континентальных штатов. Другой крупной синхронной сетью является Восточная синхронная сеть. В энергосистеме Северной Америки имеется также три вспомогательных синхронных сети — Квебек, Техас и Аляска.
Все электрические подсети Западной синхронной сети в нормальных условиях электрически связаны между собой и работают с номинальной синхронной частотой 60 Гц. Западная синхронная сеть простирается от Западной Канады на юг до Нижней Калифорнии в Мексике и на восток через Скалистые горы до Великих равнин.
Синхронные могут быть связаны друг с другом через высоковольтные линии электропередачи постоянного тока (вставки постоянного тока), такие как Pacific DC  Intertie между севером и югом Тихого океана; или с помощью трансформаторов переменной частоты (ТПЧ), которые позволяют контролировать поток энергии и функционально изолировать независимые частоты переменного тока каждой стороны. Есть шесть вставок постоянного тока с Восточной синхронной сетью в США и одна в Канаде, также существуют предложения добавить четыре дополнительных вставки. Западная синхронная сеть не привязана к синхронной сети Аляски.
13 октября 2009 года было объявлено, что Tres Amigas SuperStation соединит Восточную, Западную и Техасскую синхронные сети через три сверхпроводниковых канала мощностью 5 ГВт. К 2017 году объём проекта был сокращен, построена только инфраструктура для близлежащих ветроэнергетических объектов, подключенных к Западной сети.

## Потребление
В 2015 году энергопотребление WECC составило 883 ТВт-ч, примерно поровну распределённых между промышленным, коммерческим и бытовым потреблением. Летний пик потребления составлял 151 ГВт, зимний (2014—2015 годы) — 126 ГВт.

## Производство
Установленная мощность в сети в 2015 году составила 265 ГВт. Природный газ дал 266 ТВт-ч при коэффициенте мощности 29 %, уголь — 217 ТВт-ч при 61 %, ГЭС — 197 ТВт-ч при 32 %, АЭС — 60 ТВт-ч при 80 %, ветер — 41 ТВт-ч при 21 %, солнечная энергетика — 18 ТВт-ч при 18 %.